# Oceana (Virginia Occidental)
Oceana es un pueblo ubicado en el condado de Wyoming en el estado estadounidense de Virginia Occidental. En el Censo de 2010 tenía una población de 1394 habitantes y una densidad poblacional de 404,38 personas por km².

## Geografía
Oceana se encuentra ubicado en las coordenadas 37°41′36″N 81°37′48″O / 37.69333, -81.63000. Según la Oficina del Censo de los Estados Unidos, Oceana tiene una superficie total de 3.45 km², de la cual 3.34 km² corresponden a tierra firme y (3.01%) 0.1 km² es agua.

## Demografía
Según el censo de 2010, había 1394 personas residiendo en Oceana. La densidad de población era de 404,38 hab./km². De los 1394 habitantes, Oceana estaba compuesto por el 97.49% blancos, el 0.22% eran afroamericanos, el 0.29% eran amerindios, el 0.07% eran asiáticos, el 0% eran isleños del Pacífico, el 0.29% eran de otras razas y el 1.65% pertenecían a dos o más razas. Del total de la población el 0.93% eran hispanos o latinos de cualquier raza.